# Jurasic târziu
Jurasicul târziu (sau Jurasicul superior) este a treia epocă a perioadei Jurasic, și se întinde pe o perioadă de aproximativ 18,3 milioane de ani, de acum 163,5 ± 1.0 până acum 145,0 ± 0.8 milioane de ani în urmă. Este precedat de Jurasicul mijlociu și urmat de Cretacicul timpuriu, prima epocă a următoarei perioade geologice.
În litostratigrafia europeană a fost denumit și Malm, denumire pe care astăzi IUGS o recomandă numai în utilizarea pentru straturile stâncoase din această epocă și nu pentru a defini epoca cronostratigrafică.
În timpul Jurasicul târziu supercontinentul Pangea a continuat să se separe în două supercontinente: Laurasia în nord și Gondwana în sud. Rezultatul acestei separări a fost formarea Oceanului Atlantic. Cu toate acestea, în acel moment, Oceanul Atlantic era relativ restrâns.

## Subdiviziuni
Comisia Internațională de Stratigrafie recunoaște împărțirea Jurasicului superior în trei vârste, ordonate de la  cele mai noi la cele mai vechi în următorul format:
| Tithonian    | (152,1 ± 0.9 – 145,0 ± 0.8 Ma) |
| Kimmeridgian | (157,3 ± 1.0 – 152,1 ± 0.9 Ma) |
| Oxfordian    | (163,5 ± 1.0 – 157,3 ± 1.0 Ma) |

## Galerie

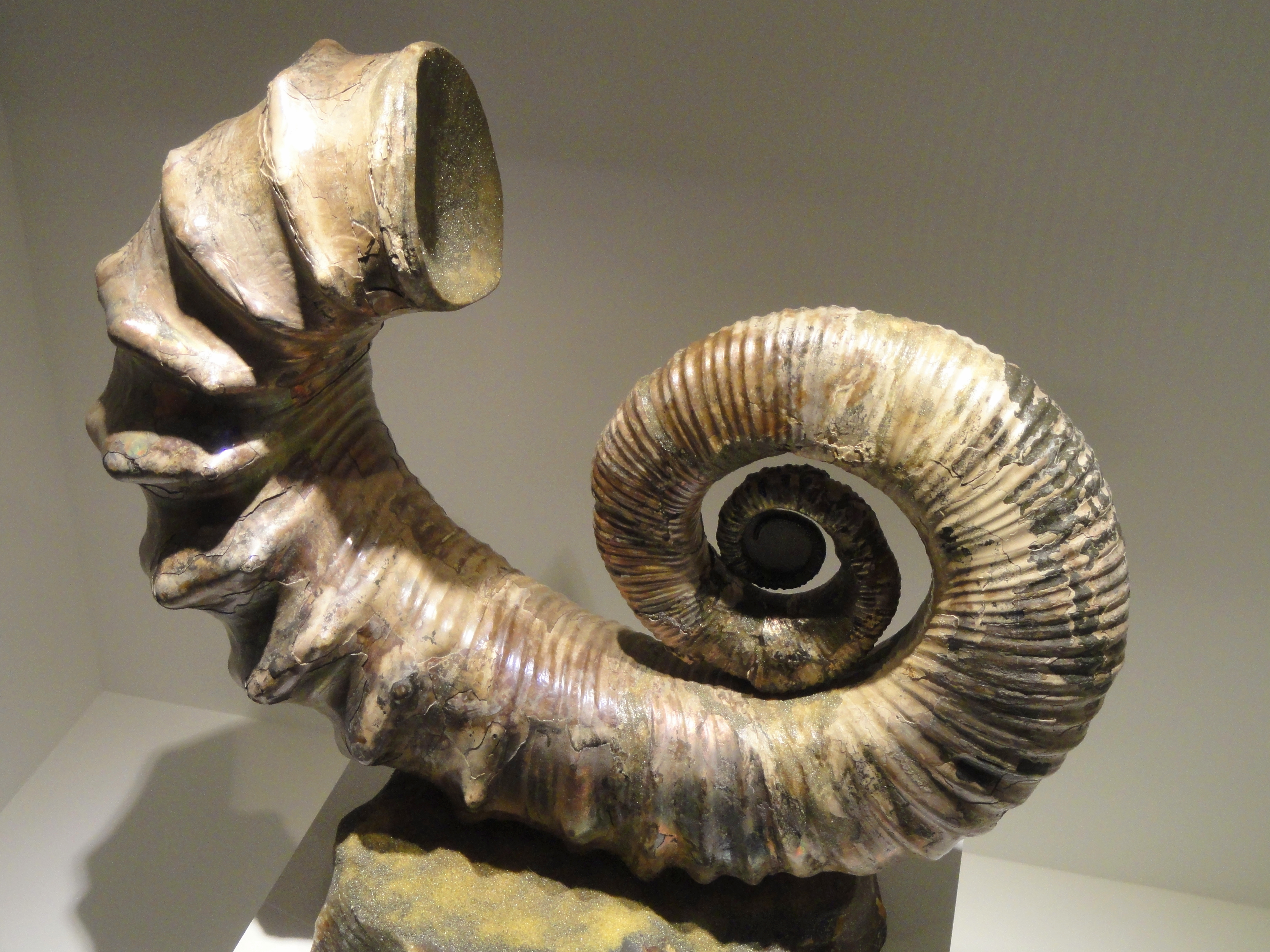
Australiceras,  Muzeul de Științe Naturale, Houston, Texas, USA.
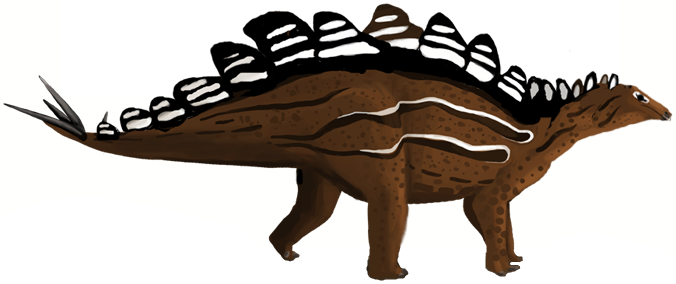
Stegosaurus
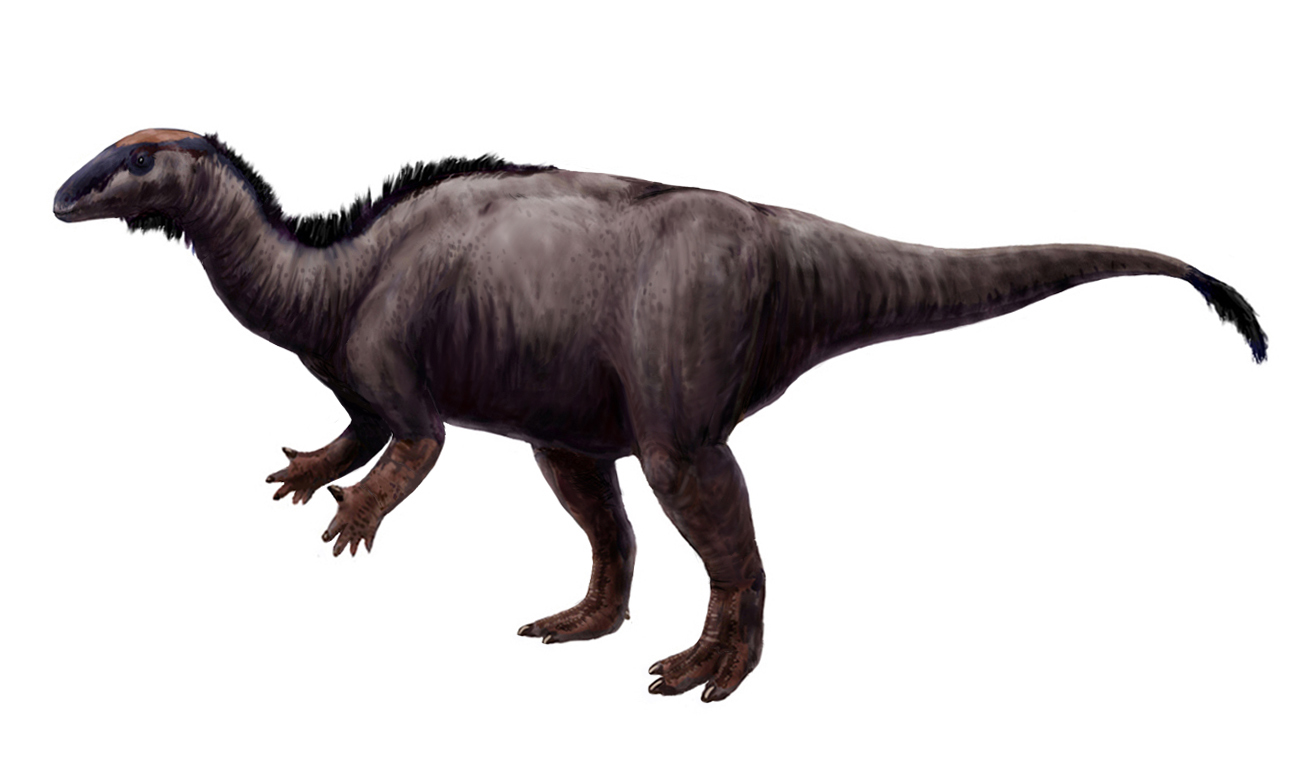
Camptosaurus
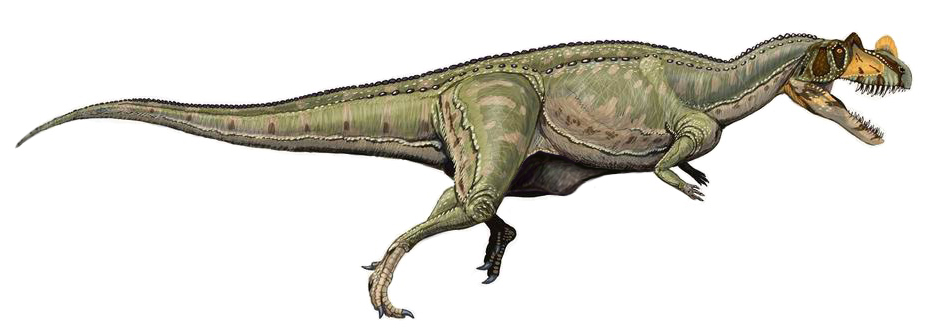
Ceratosaurus
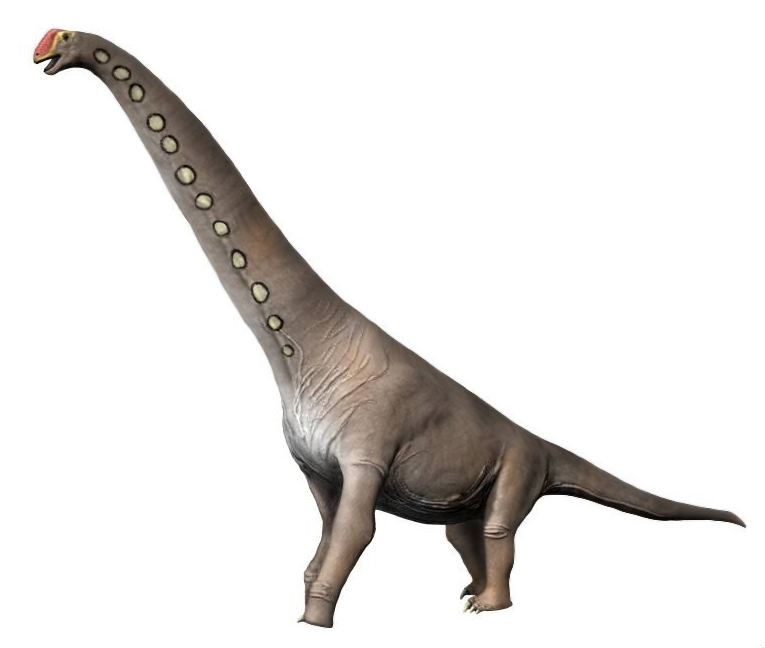
Brachiosaurus
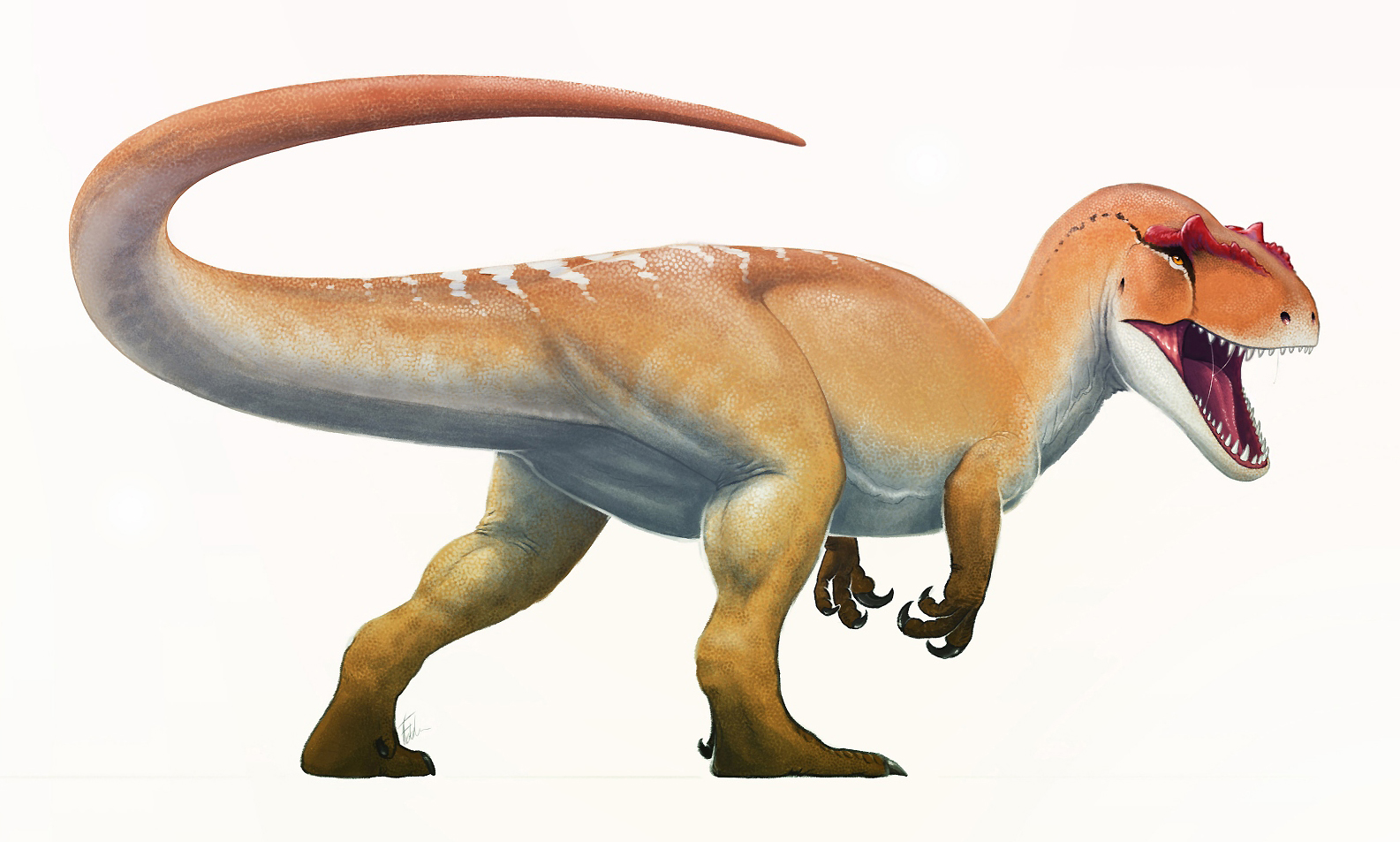
Allosaurus